# Ansu Kabia
Ansu Kabia (29 marzo 1988) è un attore e produttore cinematografico britannico, attivo in campo teatrale, cinematografico e televisivo.

## Biografia
Nato in Gran Bretagna, dopo aver frequentato una scuola di teatro di Londra, ha fatto parte della Royal Shakespeare Company. Ha debuttato in TV interpretando il ruolo di Moses nella serie televisiva inglese Miss Scarlet and the Duke. Nel 2025 ha ricoperto il ruolo del cacciatore nel film Disney Biancaneve.

## Filmografia
- Assassinio sull'Orient Express (Murder on the Orient Express), regia di Kenneth Branagh (2017)
- Biancaneve (Snow White), regia di Marc Webb (2025)